# Horasan
Horasan là một huyện thuộc tỉnh Erzurum, Thổ Nhĩ Kỳ. Huyện có diện tích 1662 km² và dân số thời điểm năm 2007 là 45241 người, mật độ 27 người/km².